# Кусская волость
Кусская волость — низшая административно-территориальная единица в Российской империи, РСФСР.
Входила в состав Макарьевского уезда (до 1922 года) Галичского уезда (1922—1929 годы) Костромской губернии. Волостной центр — д. Якимцево.
Ныне территория волости занимает юг Антроповского района Костромской области России.

## Название
Название восходит к гидрониму Кусь и первоначально имело иную форму именования, как следует из источников XV века. В Никоновской летописи под 1467 год записано: «На вербной неделе взяли татаровя казанские две волости, Костромских Кусь».

## География
Находилась волость в пределах юго-восточной окраины Галичской возвышенности. По природным условиям местность относима к лесной зоне, подзоне южной тайги.
Главная река — Кусь, пограничная — Нёмда.
С трех сторон Кусская волость граничила с землями Галичского уезда, а с востока её граница проходила по реке Немде

### Климат
Климат характеризуется как умеренно континентальный, с продолжительной холодной многоснежной зимой и коротким сравнительно тёплым летом. Среднегодовая температура воздуха — 2,5 °C. Средняя температура воздуха самого холодного месяца (января) — −12,6 °C (абсолютный минимум — −38 °C); самого тёплого месяца (июля) — 18,2 °C (абсолютный максимум — 36 °С). Годовое количество атмосферных осадков — 500—550 мм, из которых большая часть выпадает в тёплый период.

## История
В 1434 году московский великий князь Василий Васильевич (Темный) послал войска из Москвы на своих двоюродных братьев (детей Юрия Дмитриевича) Василия Косого и Дмитрия Шемяку, претендентов на московский престол. Воеводой у московского князя был Юрий Патрикеевич. Московская и Галичская рати сошлись на реке Куси, где произошла битва. Москвичи потерпели поражение, а сам воевода Юрий Патрикеевич попал в плен.
Кусская волость в XV веке стали местом битвы татар и московских князей.
В 1467 году татары разорили волости по Куси. В Никоновской летописи записано: «На вербной неделе взяли татаровя казанские две волости, Костромских Кусь и множество полону взяша, а иных изсекоша. Князь же Стрига Оболенский ходил за ними до Унжи с Костромы и недостиже их».
В 1536 году русские летописи отмечают: «Приходили казанские татары на костромские места и поплениша многих людей, и князь великий послал воевод своих Михаила Сабурова да князя Петра Пестрова, сына Засекина, и воеводы сошлись с татарами на Куси на речке, а казанские люди многих наших побили и князя Петра Пестрого да Полева убили и многих детей боярских побили».
В 1579 году в Кусской волости собирались ратники для
Ливонской войны.
Постановлением Президиума ВЦИК от 27 июля 1922 года Макарьевский уезд передан в Иваново-Вознесенскую губернию, кроме Кусской и Пограничной волостей, переданные в состав Галичского уезда Костромской губернии.
Постановлением ВЦИК от 8 октября 1928 года «О районировании Костромской губернии» из большей части Галичского уезда, в том числе территория Кусской волости, был образован Галичский район. 14 января 1929 года была упразднена Костромская губерния, Галичский район, в том числе территория бывшей Кусской волости, передан в Костромского округа Ивановской Промышленной области. 25 января 1935 года территория бывшей Кусской волости вместе с частями Палкинского, Галичского и Парфеньевского районов вошли в образованный Антроповский район. Район 31 марта 1936 года отошёл к Ярославской области, 13 августа 1944 года — к Костромской.

## Состав
Алексеевское с-цо на рч. Тепринов, Андраково д. на рч. Яхренка, Бовыкино с., я. на рч. Шача, Васильевка д., Власьевка д., Гора д. на рч. Кусь, Денежниково д. на рч. Порга, Денисово д. на рч. Тепринов, Дуплехово д. на рч. Шача, Жеребилово д., Заречье д. на рч. Добриха, Иваньково д. на рч. Шача, Ивонино д. на рч. Добриха, Кикиморино Большое д. на рч. Яхренка, Кикиморино Малое д. на рч. Яхренка, Колбино д. на рч. Шача, Котельниково д. на рч. Шача, Красница д. на рч. Кус, Культош усадьба на рч. Кус, Легитово д. на рч. Юрьевка, Лежнево (Успенье) с., б., ш. на рч. Яхренка, Лом д., Лысково д. на рч. Юрьевка, Маргинская ус. на рч. Юрьевка, Матвейково д. на рч. Левда, Михали д. на рч. Яхренка, Мухино д. на рч. Юрьевка, Олонино д. ш., Островино с-цо, Панькино д. на рч. Кус, Першуково д. на рч. Тепринов, Подлесново д. на рч. Левда, Родино д., Савино д. на рч. Яхренка, Сатинское усадьба ш. на рч. Тепринов, Степурино д. на рч. Добриха, Теприново с. на рч. Тепринов, Улитино ус. на рч. Шача, Халезово ус. ш. на рч. Вояреден., Черново Большое д., Черново Малое д., Шалдовка Малая. д. на рч. Шача, Шастово д. на рч. Яхренка, Шильдяково д., Шолохово ус. на рч. Тепринов., Шутово д. на рч. Яхренка, Якимцево д. на рч. Яхренка.

## Инфраструктура
Жители — плотники, печники, маляры и т. д.

## Транспорт
Проходил торговый тракт из Кадыя в Галич.